# 崔旻
崔旻（1466年—？），字同仁，順天府香河县渠口社人，军籍，明朝政治人物。

## 生平
順天府鄉試第一百十四名舉人。弘治十二年（1499年）中式己未科會試第二百五十二名，三甲第一百四十九名進士。授诸城县知县，调海宁县，升户部主事，歷升郎中，正德九年（1514年）二月官至四川右参议。

## 家族
曾祖崔顯名；祖崔信；父崔恪，知縣。前母郭氏、郝氏；母张氏。慈侍下。兄崔昇（州判官）、崔暹、崔晟。